# 一寸河山一寸血
《一寸河山一寸血》是中華民國制作的反映中國抗日戰爭题材的纪录片。1995年9月9日晚上9点在华视首播，1996年7月播完，共42集。該片由卓越传播拍摄，编导是陳君天和刘侃如，监制马树礼、蒋纬国和夏功权。該片从1995年2月开始筹备，开播后边播边拍，使用了大量的历史镜头，并采访许多历史见证者，采访的人数超过600人。曾用名《盧溝烽火60年》、《山河歲月》、《大決戰》、《走過中日戰爭》、《国殇：1937—1945年中日战争正面战场纪实》等名称。值得一提的是，该纪录片虽然较为倾向国民政府一方，但也破天荒地肯定了中共在抗战中做出的贡献，如敵後游擊戰等，力求有正確史料、講正確史實、不扭曲。

## 出品時間
- 初版：1995年，《一寸河山一寸血》在台灣啟播[1]；
- 再版：1997年，以《盧溝烽火60年》為名，為紀念盧溝橋事變60周年，攝製組完成重返舊戰場之旅，走訪中國大陸十一個省，修改再版。
- 三版：1999年，以《山河歲月》為名推出；2000年，再以《一寸河山一寸血》，這一版是许多历史见证者口述歷史，戰爭過程講得詳細一點。
- 四版：2005年，以《大決戰》為名，為記念抗戰勝利六十周年，這一版精華版。
- 五版：2007年，以《走過中日戰爭》為名，這一版是講中日戰爭的源頭，更詳細，如鄭和下西洋、豐臣秀吉征韓論、一些明治維新人才；電腦動畫也最多，如豐島海戰、第一次長沙戰役草鞋嶺任連子故事、衡陽保衛戰，此版背景音樂大幅度修改。
- 五版小改版：2010年，以《国殇》為名，為記念抗戰勝利六十五周年，這一版為中國大陸播映版重新配音，主題曲〈抗敵歌〉換成正面战场陣亡將士名單，把比較有爭議部份重新小剪接，告知中國大陸官方勿竄改及扭曲歷史。
- 預計2025年6月播出第六版。[2]

曾在華視、台視、公共電視台、中天電視、TVBS、新唐人電視台、陽光衛視等媒體播出。

## 主要章節
這是第三版紀錄片長達20個小時，計42集。
旁白解說：周寧﹝台灣播映版﹞、曹治華﹝中國大陸播映版﹞
| - 第一集 盧溝橋的故事 - 第二集 中日戰爭的源頭 - 第三集 民國初亂 - 第四集 危機與生機 - 第五集 乾坤一變 - 第六集 最後關頭 - 第七集 淞滬會戰(上) - 第八集 淞滬會戰(下) - 第九集 喋血長空 - 第十集 失去海岸線的勇士們 - 第十一集 南京保衛戰 - 第十二集 南京屠城 - 第十三集 徐州會戰(上) - 第十四集 徐州會戰(下) - 第十五集 大遷徙 - 第十六集 武漢會戰 - 第十七集 戰時文化 - 第十八集 烽火桃李劫 - 第十九集 中期抗戰 - 第二十集 風雲詭計 - 第二十一集 烽煙再起 |  | - 第二十二集 長沙會戰 - 第二十三集 在北風中出擊 - 第二十四集 突出封鎖線 - 第二十五集 火拼大江中游 - 第二十六集 重慶精神 - 第二十七集 資源開發 - 第二十八集 游擊戰 - 第二十九集 歷史的血跡 - 第三十集 死亡工廠731 - 第三十一集 苦撐待變 - 第三十二集 悲情、豪情 - 第三十三集 一狼、二虎、四強 - 第三十四集 黎明前的黑暗 - 第三十五集 驚天泣鬼保衡陽 - 第三十六集 無形戰線（只有2000年三版有播映版，其他版本跳過） - 第三十七集 蔣夫人與戰時婦女 - 第三十八集 山窮水盡 - 第三十九集 最後的堅持 - 第四十集 天亮前後 - 第四十一集 激情過後 - 第四十二集 永恆的禱念 |

## 爭議
- 《一寸河山一寸血（2000年版）》第一集說「1937年七七事變引爆中日兩國長達八年戰爭」。其實不正確、當時有媒體說：應該要從九一八事變開始講起、不應該從盧溝橋事變開始，這樣就會好像為國民黨官方宣傳一樣。第五版（2007年版）已修改。